# Louis de Broglie

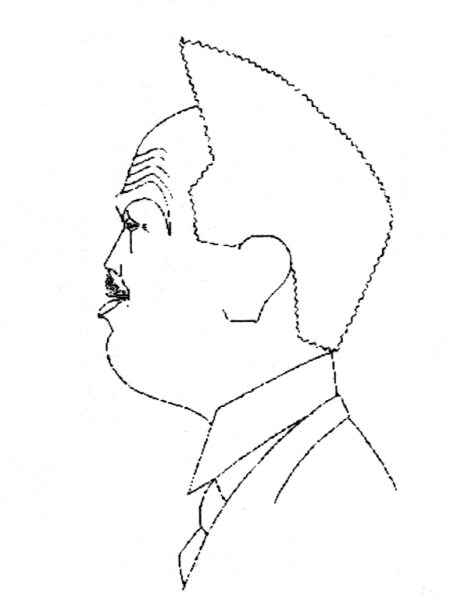
Louis de Broglie (circa 1930),
desen de Gheorghe Manu

Louis-Victor-Pierre-Raymond, al 7-lea duce de Broglie (n. 15 august 1892, Dieppe, Haute-Normandie, Franța – d. 19 martie 1987, Louveciennes⁠(d), Île-de-France, Franța) a fost un fizician francez, laureat al Premiului Nobel pentru descoperirea unui anumit tip de unde (vezi Dualismul corpuscul-undă). Louis de Broglie a fost ales membru în Academia Franceză pe 12 octombrie 1944. În 1957 a fost ales membru de onoare al Academiei Române.

## Teorii
A dezvoltat o termodinamică a unei particule izolate.

## Opere
- Matière et lumière, Paris, Éditions Albin Michel, 1937, 338 pag
- Certitudinile și incertitudinile științei, 1963

## Premii și medalii
- 1929: Premiul Nobel pentru Fizică
- 1932: Premiul Albert de Monaco
- 1938: Medalia Max Planck
- 1944: devine membru al Academiei Franceze
- 1952: Premiul Kalinga
- 1952: devine membru al Royal Society.